# David Březina (fotbalista)
David Březina (* 16. února 1997, Praha) je český fotbalový obránce působící v týmu FC Sellier & Bellot Vlašim. Je český mládežnický reprezentant. Nastupuje na postu stopera (ve středu obrany).

## Klubová kariéra
Svoji fotbalovou kariéru začal ve Spartě Praha, kde prošel všemi mládežnickými kategoriemi. V sezoně 2015/16 získal s dorostem mistrovský titul.

### AC Sparta Praha
V A-týmu Sparty debutoval 4. května 2016 v odvetném zápase semifinále českého poháru proti klubu FK Jablonec (prohra 1:2), odehrál celý zápas. Trenér Zdeněk Ščasný dal v odvetě kvůli velké marodce prostor dorostencům a juniorům, Sparta po prohrách 0:2 a 1:2 do finále nepostoupila.

### FK Senica (hostování)
Před ročníkem 2016/17 odešel na roční hostování do slovenského klubu FK Senica. Do mužstva s ním přišel také Daniel Turyna. V dresu Senice debutoval 23. července 2016 v ligovém utkání 2. kola proti úřadujícímu mistrovi FK AS Trenčín (prohra 0:3), když v 55. minutě vystřídal Pavla Košťála. Nakonec na podzim odehrál 16 zápasů, většinu z nich v základní sestavě a vstřelil 1 gól. V zimě se Sparta rozhodla předčasně ukončit hostování a povolat ho do zimní přípravy.